# Triolena obliqua
Triolena obliqua là một loài thực vật có hoa trong họ Mua. Loài này được (Triana) Wurdack miêu tả khoa học đầu tiên năm 1977.